# Credo in un solo padre
Credo in un solo padre è un film del 2019 diretto da Luca Guardabascio.

## Trama
Si racconta la storia di una famiglia che tra le mura domestiche deve affrontare una tragedia quotidiana.

## Distribuzione
Il film è stato distribuito nelle sale cinematografiche italiane a partire dall'8 marzo 2021.